# Ozoergeti (stad)
Ozoergeti (Georgisch: ოზურგეთი) is een stad in het zuidwesten van Georgië met 13.973 inwoners (2024). Het is het bestuurlijk centrum van de gelijknamige gemeente en het is hoofdstad van de regio Goeria. De stad is gesitueerd op twintig kilometer van de Zwarte Zeekust en 300 kilometer over de weg van Tbilisi. In de periode 1934-1989 stond de stad bekend als Macharadze, naar de Georgische bolsjewistische revolutionair Filipp Macharadze.

## Geografie
Ozoergeti is gesitueerd op een vlakte op 80 meter boven zeeniveau, tussen de rivieren Natanebi en Bjoeji. De stad strekt zich uit over ongeveer 7 kilometer van oost naar west en heeft een vochtig subtropisch zeeklimaat, met warme winters en hete zomers. De jaarlijkse hoeveelheid neerslag is met 2.110 millimeter hoog te noemen. Het ligt dan ook in een vallei die van drie kanten omsloten is door bergen, met de opening naar zee. Ten zuiden en oosten van de stad ligt het Meschetigebergte terwijl het Goeriagebergte de vallei aan de noordkant sluit.

## Geschiedenis

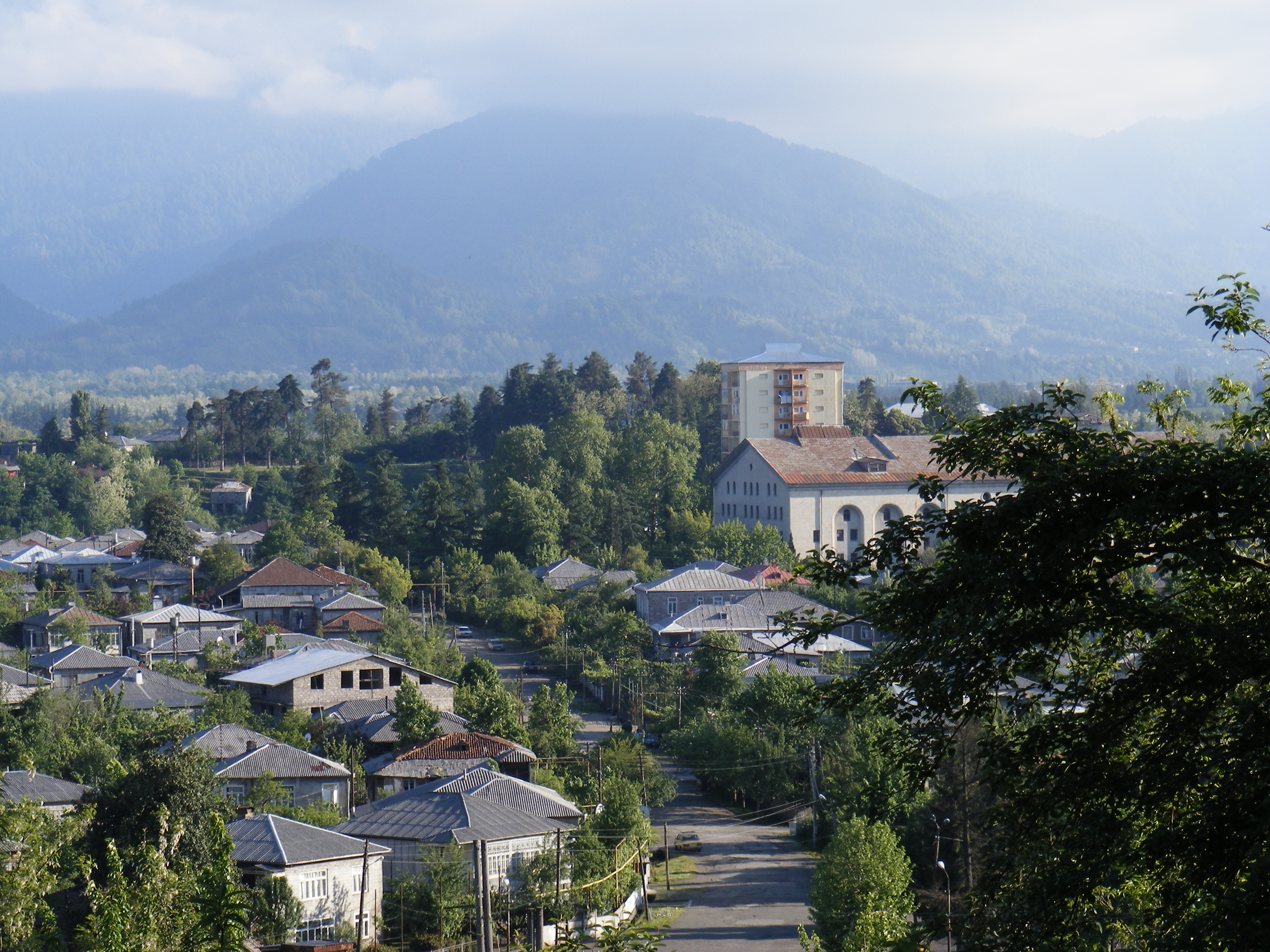
De wijk Moidanache

De naam Ozoergeti werd naar verluidt voor het eerst genoemd in beschrijvingen in de tweede helft van de 16e eeuw. In de late Georgische feodale periode was de stad het centrum van het Vorstendom Goeria, een belangrijke handelsstad en de residentie van prinsen. De internationale handelsgeschiedenis van de stad in deze periode blijkt uit munten die zijn gevonden. Het laatste prinselijk hoofd van Goeria, Mamia V Goerieli, bouwde een weldadig paleis in Ozoergeti. Tegen het einde van de 18e eeuw woonden bijna 1.800 mensen in Ozoergeti.
Toen het Goeriaanse vorstendom viel met de Russische annexatie, raakte het paleis in verval. Het is uiteindelijk niet bewaard gebleven, de overblijfselen werden vernietigd door de bouw van het Huis van Cultuur. Alleen de paleisbaden zijn bewaard gebleven. Onder de Russische overheersing kreeg Ozoergeti in 1840 de stadstatus en bleef het een belangrijk provinciaal centrum. De stad was een strategische plek tijdens de Russisch-Turkse Oorlog van 1877. In 1891 werd Ozoergeti de vierde plaats in Georgië met een drukkerij, en tegen het einde van de 19e eeuw was de stad bijna 5.000 inwoners groot. De stad werd in voorjaar 1918 kort bezet door Ottomaanse troepen.

### In de Sovjet-Unie

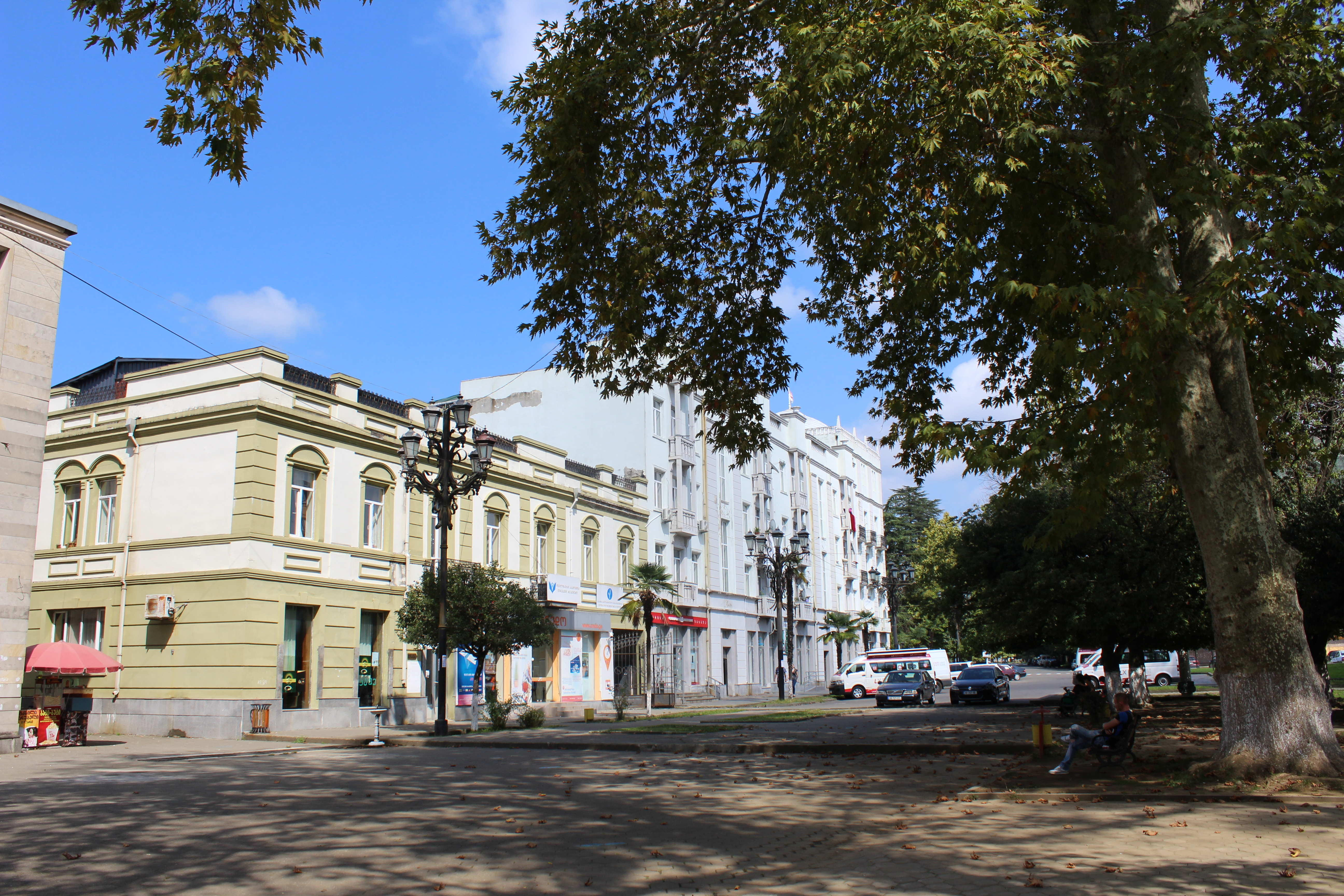
Centrum

Net als op andere plekken in de Georgische SSR vonden er in Ozoergeti protestacties plaats tegen de Sovjets. Op 26 mei 1922 werd de onafhankelijksheidsdag van de gevallen Democratische Republiek Georgië gevierd, wat resulteerde in botsingen met het Rode Leger.
Op 9 juni 1934 werd de stad (en het gelijknamige district) hernoemd in Macharadze (Russisch: Махара́дзе), naar de Georgische bolsjewistische revolutionair Filipp Macharadze. Macharadze leidde in 1919-1920 bolsjewistische groepen om de mensjewistisch georiënteerde regering van de Democratische Republiek Georgië te ondermijnen. Na de Sovjet-overname van Georgië werd hij leider van het Centraal Committee en was hij in 1922 betrokken bij de zogeheten Georgische Affaire, een conflict in het Sovjet-leiderschap over de toekomst van de Georgische SSR.
In mei 1989, een maand na de Tragedie van 9 april in Tbilisi, kreeg de stad de oorspronkelijke naam terug en werd het monument van Macharadze verwijderd. In de glasnost-periode, toen het nationaal zelfbewustzijn opkwam, werd Macharadze gezien als een van degenen die het land in 1921 aan de Sovjets verkwanselde. Na de herwonnen onafhankelijkheid van Georgië in 1991 bleef Ozoergeti een regionaal belangrijke plaats, en werd het in 1995 na de instelling van de regio's (mchare de hoofdstad van Goeria.

### Onafhankelijk Georgië

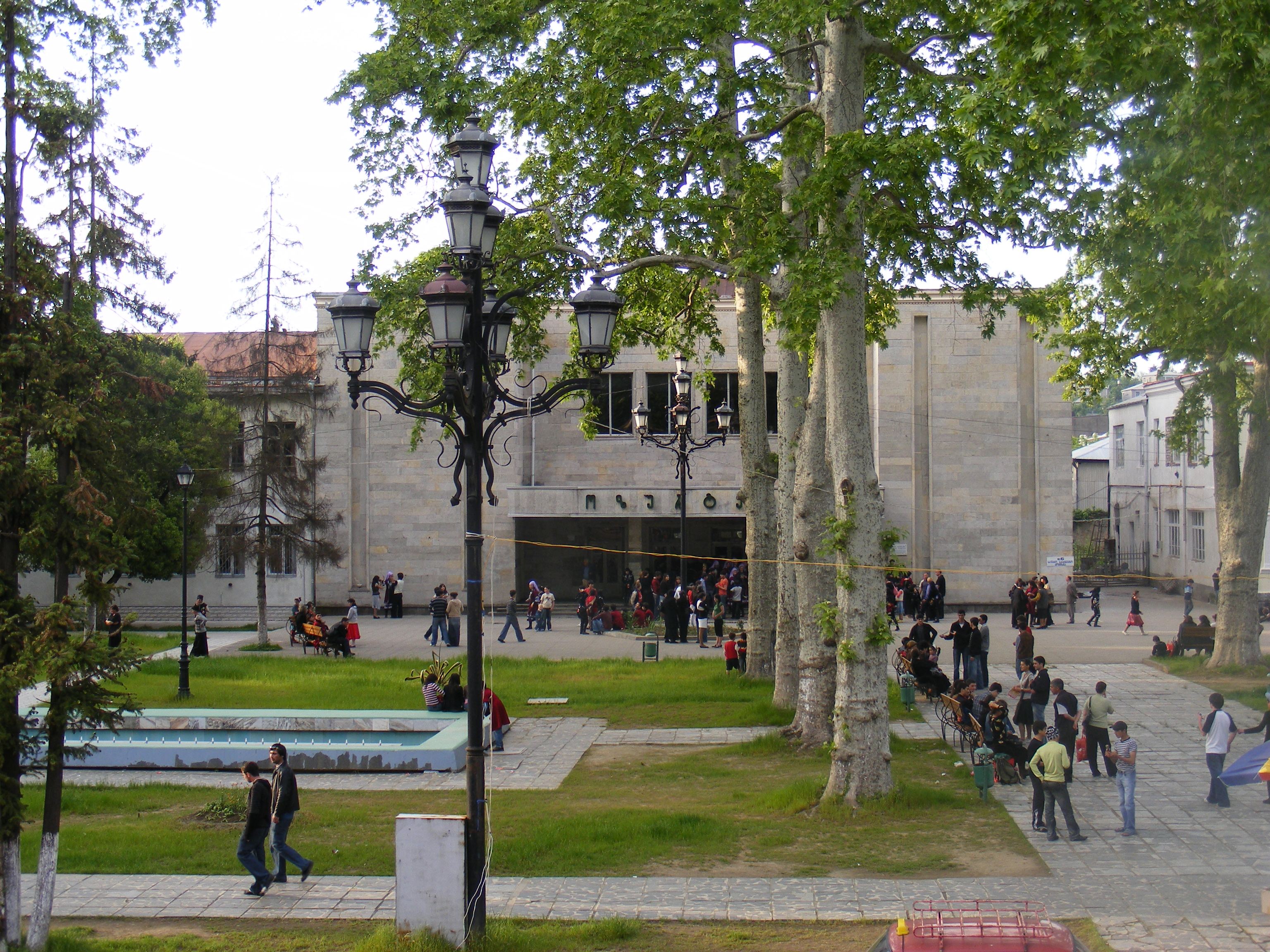
Bioscoop

Tussen 2014 en 2017 was de stad net als een zestal andere steden een zelfstandige stadsgemeente naast de (rurale) gemeente Ozoergeti. In 2017 werd deze stap voor alle betrokken steden teruggedraaid omdat het te kostbaar en inefficiënt bleek.

## Demografie
Begin 2024 had Ozoergeti 13.973 inwoners, een daling van vijf procent ten opzichte van de volkstelling in 2014. Ozoergeti heeft een grote meerderheid Georgiërs (94,5%), met daarnaast een regionaal relatief grote groep Armeniërs (3,7%, ruim 550), gevolgd door een veel kleinere groep Russen (ruim 100). Andere etnische minderheden zijn in geringe aantallen vertegenwoordigd.
| Aantal                                                           | 4.710 | 5.626 | 11.419 | 19.131 | 21.679 | 22.393 | 23.399 | 18.705 | 14.785 | 14.372 | 13.973 |
| Verantwoording data: Bevolkingsstatistiek Georgië 1897 tot heden |       |       |        |        |        |        |        |        |        |        |        |

## Vervoer
De stad is sinds 1923 het eindpunt van de Natanebi - Ozoergeti spoorlijn, een aftakking van de Samtredia - Batoemi spoorlijn. Ozoergeti wordt dagelijks vanuit zowel Tbilisi, een rit van negen uur, als Batoemi bediend. Tussen 1980 en 2006 had de stad een trolleybusnetwerk, zoals op meer plekken in Georgië.
De Georgische nationale weg Sh2, de belangrijkste route door de binnenlanden van Goeria, verbindt Ozoergeti met Koboeleti en Batoemi aan de Zwarte Zee enerzijds, en Samtredia en Tbilisi anderzijds. Tussen 1960 en 1982 was deze weg door Ozoergeti onderdeel van een van de weinige nationale routes in de Sovje-Unie met een wegnummer, weg 19.

## Geboren
- Vladimir Nemirovitsj-Dansjenko (1858-1943), Russisch theaterdirecteur, theaterproducent en toneelschrijver.
- Noë Ramisjvili (1881-1930), politicus en eerste premier (1918) van de Democratische Republiek Georgië.
- Anzor Erkomaisjvili (1940-2021), zanger, componist en volksmuziekonderzoeker, "Verdienstelijke artiest van Georgië".
- Joseb Ketsjakmadze (1939-2013), componist.
- Merab Megreladze (1956-2012), voetballer
- Avtandil Tskvitinidze (1973), haute-couture modeontwerper
- Nino Lomdzjaria (1984), Nationaal ombudspersoon 2017-2022
- Valeri Kazaisjvili (1993), voetballer